# 3420 Standish
A 3420 Standish (ideiglenes jelöléssel 1984 EB) a Naprendszer kisbolygóövében található aszteroida. Edward L. G. Bowell fedezte fel 1984. március 1-én.